# Critérium du Dauphiné libéré 2001
La 53e édition du Critérium du Dauphiné libéré a lieu du 10 au 17 juin 2001. La course est partie de Morzine pour arriver à Chambéry. Elle a été remportée par le Français Christophe Moreau de l'équipe Festina.

## Présentation

### Équipes
Treize équipes participent au Critérium du Dauphiné.
| Groupes sportifs I (8)- Cofidis-Le Crédit par Téléphone - Crédit agricole - Domo-Farm Frites-Latexco - Euskaltel-Euskadi - Festina - iBanesto.com - Lotto-Adecco - Mercury-Viatel Groupes sportifs II (5)- AG2R Prévoyance - BigMat-Auber 93 - Bonjour - Jean Delatour - La Française des jeux |
| |

## Les étapes
| Étape     | Date    | Villes étapes                   | type                        | Distance (km) | Vainqueur d'étape  | Leader du classement général |
| --------- | ------- | ------------------------------- | --------------------------- | ------------- | ------------------ | ---------------------------- |
| Prologue  | 10 juin | Morzine – Avoriaz               | prologue                    | 4             | Didier Rous        | Didier Rous                  |
| 1re étape | 11 juin | Morzine – Bron                  | étape de plaine             | 227           | Fabien De Waele    | Didier Rous                  |
| 2e étape  | 12 juin | Bron – Firminy                  | étape vallonnée             | 170           | Laurent Roux       | Laurent Roux                 |
| 3e étape  | 13 juin | Guilherand-Granges – Carpentras | étape vallonnée             | 184           | Unai Etxebarria    | Axel Merckx                  |
| 4e étape  | 14 juin | Beaumes-de-Venise – Valréas     | contre-la-montre individuel | 43            | Jonathan Vaughters | David Millar                 |
| 5e étape  | 15 juin | Romans-sur-Isère – Grenoble     | étape de moyenne montagne   | 151           | Andrei Kivilev     | Christophe Moreau            |
| 6e étape  | 16 juin | Pontcharra – Briançon           |                             | 193           | Iban Mayo          | Christophe Moreau            |
| 7e étape  | 17 juin | Vizille – Chambéry              |                             | 125           | Jens Voigt         | Christophe Moreau            |

## Classements par étapes

### Prologue
Le prologue de cette édition du Critérium du Dauphiné libéré est tracé dans les rues de la ville de Morzine-Avoriaz et sur une distance de quatre kilomètres. Il voit la victoire du Français Didier Rous (Bonjour). Avec un temps inférieur à cinq minutes et 30 secondes, il devance d'une seconde l'Australien Bradley McGee (La Française des jeux) et de quatre secondes le Britannique David Millar (Cofidis-Le Crédit par Téléphone). Le premier leader du classement général est également leader du classement par points, alors que le Belge Serge Baguet (Lotto-Adecco) prend la tête du classement de la montagne.
| \| Classement de l'étape \| Classement de l'étape \| Classement de l'étape \| Classement de l'étape \| Classement de l'étape \| \| Coureur \| Coureur \| Pays \| Équipe \| Temps \| \| --------------------- \| --------------------- \| --------------------- \| ------------------------------- \| --------------------- \| \| 1er \| Didier Rous \| France \| Bonjour \| 5 min 28 s \| \| 2e \| Bradley McGee \| Australie \| La Française des jeux \| + 1 s \| \| 3e \| David Millar \| Royaume-Uni \| Cofidis-Le Crédit par Téléphone \| + 4 s \| \| 4e \| Cândido Barbosa \| Portugal \| iBanesto.com \| + 6 s \| \| 5e \| Laurent Brochard \| France \| Jean Delatour \| + 7 s \| \| 6e \| Glenn Magnusson \| Suède \| Domo-Farm Frites-Latexco \| + 8 s \| \| 7e \| Iban Mayo \| Espagne \| Euskaltel-Euskadi \| + 9 s \| \| 8e \| Christophe Moreau \| France \| Festina \| + 10 s \| \| 9e \| Jacky Durand \| France \| La Française des jeux \| + 10 s \| \| 10e \| Alexei Sivakov \| Russie \| BigMat-Auber 93 \| + 10 s \| |                   |             |                                 |            |
| |                   |             |                                 |            |
| |                   |             |                                 |            |
| Classement de l'étape |                   |             |                                 |            |
| Coureur | Coureur           | Pays        | Équipe                          | Temps      |
| 1er | Didier Rous       | France      | Bonjour                         | 5 min 28 s |
| 2e | Bradley McGee     | Australie   | La Française des jeux           | + 1 s      |
| 3e | David Millar      | Royaume-Uni | Cofidis-Le Crédit par Téléphone | + 4 s      |
| 4e | Cândido Barbosa   | Portugal    | iBanesto.com                    | + 6 s      |
| 5e | Laurent Brochard  | France      | Jean Delatour                   | + 7 s      |
| 6e | Glenn Magnusson   | Suède       | Domo-Farm Frites-Latexco        | + 8 s      |
| 7e | Iban Mayo         | Espagne     | Euskaltel-Euskadi               | + 9 s      |
| 8e | Christophe Moreau | France      | Festina                         | + 10 s     |
| 9e | Jacky Durand      | France      | La Française des jeux           | + 10 s     |
| 10e | Alexei Sivakov    | Russie      | BigMat-Auber 93                 | + 10 s     |

| \| Classement général \| Classement général \| Classement général \| Classement général \| Classement général \| \| Coureur \| Coureur \| Pays \| Équipe \| Temps \| \| ------------------ \| ------------------ \| ------------------ \| ------------------------------- \| ------------------ \| \| 1er \| Didier Rous \| France \| Bonjour \| 5 min 28 s \| \| 2e \| Bradley McGee \| Australie \| La Française des jeux \| + 1 s \| \| 3e \| David Millar \| Royaume-Uni \| Cofidis-Le Crédit par Téléphone \| + 4 s \| \| 4e \| Cândido Barbosa \| Portugal \| iBanesto.com \| + 6 s \| \| 5e \| Laurent Brochard \| France \| Jean Delatour \| + 7 s \| \| 6e \| Glenn Magnusson \| Suède \| Domo-Farm Frites-Latexco \| + 8 s \| \| 7e \| Iban Mayo \| Espagne \| Euskaltel-Euskadi \| + 9 s \| \| 8e \| Christophe Moreau \| France \| Festina \| + 10 s \| \| 9e \| Jacky Durand \| France \| La Française des jeux \| + 10 s \| \| 10e \| Alexei Sivakov \| Russie \| BigMat-Auber 93 \| + 10 s \| |                   |             |                                 |            |
| |                   |             |                                 |            |
| |                   |             |                                 |            |
| Classement général |                   |             |                                 |            |
| Coureur | Coureur           | Pays        | Équipe                          | Temps      |
| 1er | Didier Rous       | France      | Bonjour                         | 5 min 28 s |
| 2e | Bradley McGee     | Australie   | La Française des jeux           | + 1 s      |
| 3e | David Millar      | Royaume-Uni | Cofidis-Le Crédit par Téléphone | + 4 s      |
| 4e | Cândido Barbosa   | Portugal    | iBanesto.com                    | + 6 s      |
| 5e | Laurent Brochard  | France      | Jean Delatour                   | + 7 s      |
| 6e | Glenn Magnusson   | Suède       | Domo-Farm Frites-Latexco        | + 8 s      |
| 7e | Iban Mayo         | Espagne     | Euskaltel-Euskadi               | + 9 s      |
| 8e | Christophe Moreau | France      | Festina                         | + 10 s     |
| 9e | Jacky Durand      | France      | La Française des jeux           | + 10 s     |
| 10e | Alexei Sivakov    | Russie      | BigMat-Auber 93                 | + 10 s     |

### 1reétape
| \| Classement de l'étape \| Classement de l'étape \| Classement de l'étape \| Classement de l'étape \| Classement de l'étape \| \| Coureur \| Coureur \| Pays \| Équipe \| Temps \| \| --------------------- \| --------------------- \| --------------------- \| ------------------------ \| --------------------- \| \| 1er \| Fabien De Waele \| Belgique \| Lotto-Adecco \| 5 h 56 min 01 s \| \| 2e \| Damien Nazon \| France \| Bonjour \| + 0 s \| \| 3e \| Glenn Magnusson \| Suède \| Domo-Farm Frites-Latexco \| + 0 s \| \| 4e \| Christophe Capelle \| France \| BigMat-Auber 93 \| + 0 s \| \| 5e \| Andreï Tchmil \| Belgique \| Lotto-Adecco \| + 0 s \| \| 6e \| Jimmy Casper \| France \| La Française des jeux \| + 0 s \| \| 7e \| Bradley McGee \| Australie \| La Française des jeux \| + 0 s \| \| 8e \| Cândido Barbosa \| Portugal \| iBanesto.com \| + 0 s \| \| 9e \| Laurent Brochard \| France \| Jean Delatour \| + 0 s \| \| 10e \| Carlos Da Cruz \| France \| Festina \| + 0 s \| |                    |           |                          |                 |
| |                    |           |                          |                 |
| |                    |           |                          |                 |
| Classement de l'étape |                    |           |                          |                 |
| Coureur | Coureur            | Pays      | Équipe                   | Temps           |
| 1er | Fabien De Waele    | Belgique  | Lotto-Adecco             | 5 h 56 min 01 s |
| 2e | Damien Nazon       | France    | Bonjour                  | + 0 s           |
| 3e | Glenn Magnusson    | Suède     | Domo-Farm Frites-Latexco | + 0 s           |
| 4e | Christophe Capelle | France    | BigMat-Auber 93          | + 0 s           |
| 5e | Andreï Tchmil      | Belgique  | Lotto-Adecco             | + 0 s           |
| 6e | Jimmy Casper       | France    | La Française des jeux    | + 0 s           |
| 7e | Bradley McGee      | Australie | La Française des jeux    | + 0 s           |
| 8e | Cândido Barbosa    | Portugal  | iBanesto.com             | + 0 s           |
| 9e | Laurent Brochard   | France    | Jean Delatour            | + 0 s           |
| 10e | Carlos Da Cruz     | France    | Festina                  | + 0 s           |

| \| Classement général \| Classement général \| Classement général \| Classement général \| Classement général \| \| Coureur \| Coureur \| Pays \| Équipe \| Temps \| \| ------------------ \| ------------------ \| ------------------ \| ------------------------------- \| ------------------ \| \| 1er \| Didier Rous \| France \| Bonjour \| 6 h 01 min 29 s \| \| 2e \| Bradley McGee \| Australie \| La Française des jeux \| + 1 s \| \| 3e \| Glenn Magnusson \| Suède \| Domo-Farm Frites-Latexco \| + 2 s \| \| 4e \| David Millar \| Royaume-Uni \| Cofidis-Le Crédit par Téléphone \| + 4 s \| \| 5e \| Cândido Barbosa \| Portugal \| iBanesto.com \| + 6 s \| \| 6e \| Laurent Brochard \| France \| Jean Delatour \| + 7 s \| \| 7e \| Iban Mayo \| Espagne \| Euskaltel-Euskadi \| + 9 s \| \| 8e \| Christophe Moreau \| France \| Festina \| + 10 s \| \| 9e \| Jacky Durand \| France \| La Française des jeux \| + 10 s \| \| 10e \| Alexei Sivakov \| Russie \| BigMat-Auber 93 \| + 10 s \| |                   |             |                                 |                 |
| |                   |             |                                 |                 |
| |                   |             |                                 |                 |
| Classement général |                   |             |                                 |                 |
| Coureur | Coureur           | Pays        | Équipe                          | Temps           |
| 1er | Didier Rous       | France      | Bonjour                         | 6 h 01 min 29 s |
| 2e | Bradley McGee     | Australie   | La Française des jeux           | + 1 s           |
| 3e | Glenn Magnusson   | Suède       | Domo-Farm Frites-Latexco        | + 2 s           |
| 4e | David Millar      | Royaume-Uni | Cofidis-Le Crédit par Téléphone | + 4 s           |
| 5e | Cândido Barbosa   | Portugal    | iBanesto.com                    | + 6 s           |
| 6e | Laurent Brochard  | France      | Jean Delatour                   | + 7 s           |
| 7e | Iban Mayo         | Espagne     | Euskaltel-Euskadi               | + 9 s           |
| 8e | Christophe Moreau | France      | Festina                         | + 10 s          |
| 9e | Jacky Durand      | France      | La Française des jeux           | + 10 s          |
| 10e | Alexei Sivakov    | Russie      | BigMat-Auber 93                 | + 10 s          |

### 2eétape
| \| Classement de l'étape \| Classement de l'étape \| Classement de l'étape \| Classement de l'étape \| Classement de l'étape \| \| Coureur \| Coureur \| Pays \| Équipe \| Temps \| \| --------------------- \| --------------------- \| --------------------- \| ------------------------------- \| --------------------- \| \| 1er \| Laurent Roux \| France \| Jean Delatour \| 4 h 14 min 48 s \| \| 2e \| Axel Merckx \| Belgique \| Domo-Farm Frites-Latexco \| + 0 s \| \| 3e \| Glenn Magnusson \| Suède \| Domo-Farm Frites-Latexco \| + 1 min 43 s \| \| 4e \| Bradley McGee \| Australie \| La Française des jeux \| + 1 min 43 s \| \| 5e \| Fabien De Waele \| Belgique \| Lotto-Adecco \| + 1 min 43 s \| \| 6e \| Serge Baguet \| Belgique \| Lotto-Adecco \| + 1 min 43 s \| \| 7e \| Andrei Kivilev \| Kazakhstan \| Cofidis-Le Crédit par Téléphone \| + 1 min 43 s \| \| 8e \| Christophe Capelle \| France \| BigMat-Auber 93 \| + 1 min 43 s \| \| 9e \| Unai Etxebarria \| Venezuela \| Euskaltel-Euskadi \| + 1 min 43 s \| \| 10e \| David Moncoutié \| France \| Cofidis-Le Crédit par Téléphone \| + 1 min 43 s \| |                    |            |                                 |                 |
| |                    |            |                                 |                 |
| |                    |            |                                 |                 |
| Classement de l'étape |                    |            |                                 |                 |
| Coureur | Coureur            | Pays       | Équipe                          | Temps           |
| 1er | Laurent Roux       | France     | Jean Delatour                   | 4 h 14 min 48 s |
| 2e | Axel Merckx        | Belgique   | Domo-Farm Frites-Latexco        | + 0 s           |
| 3e | Glenn Magnusson    | Suède      | Domo-Farm Frites-Latexco        | + 1 min 43 s    |
| 4e | Bradley McGee      | Australie  | La Française des jeux           | + 1 min 43 s    |
| 5e | Fabien De Waele    | Belgique   | Lotto-Adecco                    | + 1 min 43 s    |
| 6e | Serge Baguet       | Belgique   | Lotto-Adecco                    | + 1 min 43 s    |
| 7e | Andrei Kivilev     | Kazakhstan | Cofidis-Le Crédit par Téléphone | + 1 min 43 s    |
| 8e | Christophe Capelle | France     | BigMat-Auber 93                 | + 1 min 43 s    |
| 9e | Unai Etxebarria    | Venezuela  | Euskaltel-Euskadi               | + 1 min 43 s    |
| 10e | David Moncoutié    | France     | Cofidis-Le Crédit par Téléphone | + 1 min 43 s    |

| \| Classement général \| Classement général \| Classement général \| Classement général \| Classement général \| \| Coureur \| Coureur \| Pays \| Équipe \| Temps \| \| ------------------ \| ------------------ \| ------------------ \| ------------------------------- \| ------------------ \| \| 1er \| Laurent Roux \| France \| Jean Delatour \| 10 h 16 min 25 s \| \| 2e \| Axel Merckx \| Belgique \| Domo-Farm Frites-Latexco \| + 7 s \| \| 3e \| Glenn Magnusson \| Suède \| Domo-Farm Frites-Latexco \| + 1 min 31 s \| \| 4e \| Didier Rous \| France \| Bonjour \| + 1 min 35 s \| \| 5e \| Bradley McGee \| Australie \| La Française des jeux \| + 1 min 36 s \| \| 6e \| David Millar \| Royaume-Uni \| Cofidis-Le Crédit par Téléphone \| + 1 min 39 s \| \| 7e \| Laurent Brochard \| France \| Jean Delatour \| + 1 min 43 s \| \| 8e \| Christophe Moreau \| France \| Festina \| + 1 min 44 s \| \| 9e \| Iban Mayo \| Espagne \| Euskaltel-Euskadi \| + 1 min 44 s \| \| 10e \| Fabien De Waele \| Belgique \| Lotto-Adecco \| + 1 min 46 s \| |                   |             |                                 |                  |
| |                   |             |                                 |                  |
| |                   |             |                                 |                  |
| Classement général |                   |             |                                 |                  |
| Coureur | Coureur           | Pays        | Équipe                          | Temps            |
| 1er | Laurent Roux      | France      | Jean Delatour                   | 10 h 16 min 25 s |
| 2e | Axel Merckx       | Belgique    | Domo-Farm Frites-Latexco        | + 7 s            |
| 3e | Glenn Magnusson   | Suède       | Domo-Farm Frites-Latexco        | + 1 min 31 s     |
| 4e | Didier Rous       | France      | Bonjour                         | + 1 min 35 s     |
| 5e | Bradley McGee     | Australie   | La Française des jeux           | + 1 min 36 s     |
| 6e | David Millar      | Royaume-Uni | Cofidis-Le Crédit par Téléphone | + 1 min 39 s     |
| 7e | Laurent Brochard  | France      | Jean Delatour                   | + 1 min 43 s     |
| 8e | Christophe Moreau | France      | Festina                         | + 1 min 44 s     |
| 9e | Iban Mayo         | Espagne     | Euskaltel-Euskadi               | + 1 min 44 s     |
| 10e | Fabien De Waele   | Belgique    | Lotto-Adecco                    | + 1 min 46 s     |

### 3eétape
| \| Classement de l'étape \| Classement de l'étape \| Classement de l'étape \| Classement de l'étape \| Classement de l'étape \| \| Coureur \| Coureur \| Pays \| Équipe \| Temps \| \| --------------------- \| ---------------------- \| --------------------- \| ------------------------------- \| --------------------- \| \| 1er \| Unai Etxebarria \| Venezuela \| Euskaltel-Euskadi \| 4 h 57 min 12 s \| \| 2e \| Denis Menchov \| Russie \| iBanesto.com \| + 3 s \| \| 3e \| David Millar \| Royaume-Uni \| Cofidis-Le Crédit par Téléphone \| + 3 s \| \| 4e \| Andrei Kivilev \| Kazakhstan \| Cofidis-Le Crédit par Téléphone \| + 3 s \| \| 5e \| Pavel Tonkov \| Russie \| Mercury-Viatel \| + 3 s \| \| 6e \| Christophe Moreau \| France \| Festina \| + 3 s \| \| 7e \| Jonathan Vaughters \| États-Unis \| Crédit Agricole \| + 3 s \| \| 8e \| Ramón González Arrieta \| Espagne \| Euskaltel-Euskadi \| + 3 s \| \| 9e \| Sven Montgomery \| Suisse \| La Française des jeux \| + 3 s \| \| 10e \| Axel Merckx \| Belgique \| Domo-Farm Frites-Latexco \| + 3 s \| |                        |             |                                 |                 |
| |                        |             |                                 |                 |
| |                        |             |                                 |                 |
| Classement de l'étape |                        |             |                                 |                 |
| Coureur | Coureur                | Pays        | Équipe                          | Temps           |
| 1er | Unai Etxebarria        | Venezuela   | Euskaltel-Euskadi               | 4 h 57 min 12 s |
| 2e | Denis Menchov          | Russie      | iBanesto.com                    | + 3 s           |
| 3e | David Millar           | Royaume-Uni | Cofidis-Le Crédit par Téléphone | + 3 s           |
| 4e | Andrei Kivilev         | Kazakhstan  | Cofidis-Le Crédit par Téléphone | + 3 s           |
| 5e | Pavel Tonkov           | Russie      | Mercury-Viatel                  | + 3 s           |
| 6e | Christophe Moreau      | France      | Festina                         | + 3 s           |
| 7e | Jonathan Vaughters     | États-Unis  | Crédit Agricole                 | + 3 s           |
| 8e | Ramón González Arrieta | Espagne     | Euskaltel-Euskadi               | + 3 s           |
| 9e | Sven Montgomery        | Suisse      | La Française des jeux           | + 3 s           |
| 10e | Axel Merckx            | Belgique    | Domo-Farm Frites-Latexco        | + 3 s           |

| \| Classement général \| Classement général \| Classement général \| Classement général \| Classement général \| \| Coureur \| Coureur \| Pays \| Équipe \| Temps \| \| ------------------ \| ------------------ \| ------------------ \| ------------------------------- \| ------------------ \| \| 1er \| Axel Merckx \| Belgique \| Domo-Farm Frites-Latexco \| 15 h 13 min 47 s \| \| 2e \| David Millar \| Royaume-Uni \| Cofidis-Le Crédit par Téléphone \| + 1 min 32 s \| \| 3e \| Christophe Moreau \| France \| Festina \| + 1 min 37 s \| \| 4e \| Unai Etxebarria \| Venezuela \| Euskaltel-Euskadi \| + 1 min 37 s \| \| 5e \| Christophe Rinero \| France \| Cofidis-Le Crédit par Téléphone \| + 1 min 43 s \| \| 6e \| David Moncoutié \| France \| Cofidis-Le Crédit par Téléphone \| + 1 min 44 s \| \| 7e \| Pavel Tonkov \| Russie \| Mercury-Viatel \| + 1 min 46 s \| \| 8e \| Benoît Salmon \| France \| AG2R Prévoyance \| + 1 min 48 s \| \| 9e \| Andrei Kivilev \| Kazakhstan \| Cofidis-Le Crédit par Téléphone \| + 1 min 54 s \| \| 10e \| Sven Montgomery \| Suisse \| La Française des jeux \| + 1 min 55 s \| |                   |             |                                 |                  |
| |                   |             |                                 |                  |
| |                   |             |                                 |                  |
| Classement général |                   |             |                                 |                  |
| Coureur | Coureur           | Pays        | Équipe                          | Temps            |
| 1er | Axel Merckx       | Belgique    | Domo-Farm Frites-Latexco        | 15 h 13 min 47 s |
| 2e | David Millar      | Royaume-Uni | Cofidis-Le Crédit par Téléphone | + 1 min 32 s     |
| 3e | Christophe Moreau | France      | Festina                         | + 1 min 37 s     |
| 4e | Unai Etxebarria   | Venezuela   | Euskaltel-Euskadi               | + 1 min 37 s     |
| 5e | Christophe Rinero | France      | Cofidis-Le Crédit par Téléphone | + 1 min 43 s     |
| 6e | David Moncoutié   | France      | Cofidis-Le Crédit par Téléphone | + 1 min 44 s     |
| 7e | Pavel Tonkov      | Russie      | Mercury-Viatel                  | + 1 min 46 s     |
| 8e | Benoît Salmon     | France      | AG2R Prévoyance                 | + 1 min 48 s     |
| 9e | Andrei Kivilev    | Kazakhstan  | Cofidis-Le Crédit par Téléphone | + 1 min 54 s     |
| 10e | Sven Montgomery   | Suisse      | La Française des jeux           | + 1 min 55 s     |

### 4eétape
| \| Classement de l'étape \| Classement de l'étape \| Classement de l'étape \| Classement de l'étape \| Classement de l'étape \| \| Coureur \| Coureur \| Pays \| Équipe \| Temps \| \| --------------------- \| --------------------- \| --------------------- \| ------------------------------- \| --------------------- \| \| 1er \| Jonathan Vaughters \| États-Unis \| Crédit Agricole \| 55 min 49 s \| \| 2e \| David Millar \| Royaume-Uni \| Cofidis-Le Crédit par Téléphone \| + 4 s \| \| 3e \| David Plaza \| Espagne \| Festina \| + 12 s \| \| 4e \| Christophe Moreau \| France \| Festina \| + 1 min 05 s \| \| 5e \| Iban Mayo \| Espagne \| Euskaltel-Euskadi \| + 1 min 18 s \| \| 6e \| Unai Etxebarria \| Venezuela \| Euskaltel-Euskadi \| + 1 min 22 s \| \| 7e \| Pavel Tonkov \| Russie \| Mercury-Viatel \| + 1 min 30 s \| \| 8e \| Íñigo Chaurreau \| Espagne \| Euskaltel-Euskadi \| + 1 min 57 s \| \| 9e \| Florent Brard \| France \| Festina \| + 2 min 03 s \| \| 10e \| Benoît Salmon \| France \| AG2R Prévoyance \| + 2 min 03 s \| |                    |             |                                 |              |
| |                    |             |                                 |              |
| |                    |             |                                 |              |
| Classement de l'étape |                    |             |                                 |              |
| Coureur | Coureur            | Pays        | Équipe                          | Temps        |
| 1er | Jonathan Vaughters | États-Unis  | Crédit Agricole                 | 55 min 49 s  |
| 2e | David Millar       | Royaume-Uni | Cofidis-Le Crédit par Téléphone | + 4 s        |
| 3e | David Plaza        | Espagne     | Festina                         | + 12 s       |
| 4e | Christophe Moreau  | France      | Festina                         | + 1 min 05 s |
| 5e | Iban Mayo          | Espagne     | Euskaltel-Euskadi               | + 1 min 18 s |
| 6e | Unai Etxebarria    | Venezuela   | Euskaltel-Euskadi               | + 1 min 22 s |
| 7e | Pavel Tonkov       | Russie      | Mercury-Viatel                  | + 1 min 30 s |
| 8e | Íñigo Chaurreau    | Espagne     | Euskaltel-Euskadi               | + 1 min 57 s |
| 9e | Florent Brard      | France      | Festina                         | + 2 min 03 s |
| 10e | Benoît Salmon      | France      | AG2R Prévoyance                 | + 2 min 03 s |

| \| Classement général \| Classement général \| Classement général \| Classement général \| Classement général \| \| Coureur \| Coureur \| Pays \| Équipe \| Temps \| \| ------------------ \| ------------------ \| ------------------ \| ------------------------------- \| ------------------ \| \| 1er \| David Millar \| Royaume-Uni \| Cofidis-Le Crédit par Téléphone \| 16 h 11 min 11 s \| \| 2e \| Jonathan Vaughters \| États-Unis \| Crédit Agricole \| + 20 s \| \| 3e \| Christophe Moreau \| France \| Festina \| + 1 min 07 s \| \| 4e \| Unai Etxebarria \| Venezuela \| Euskaltel-Euskadi \| + 1 min 24 s \| \| 5e \| Pavel Tonkov \| Russie \| Mercury-Viatel \| + 1 min 41 s \| \| 6e \| Benoît Salmon \| France \| AG2R Prévoyance \| + 2 min 16 s \| \| 7e \| Axel Merckx \| Belgique \| Domo-Farm Frites-Latexco \| + 2 min 18 s \| \| 8e \| Denis Menchov \| Russie \| iBanesto.com \| + 2 min 25 s \| \| 9e \| Sven Montgomery \| Suisse \| La Française des jeux \| + 2 min 58 s \| \| 10e \| Andrei Kivilev \| Kazakhstan \| Cofidis-Le Crédit par Téléphone \| + 3 min 06 s \| |                    |             |                                 |                  |
| |                    |             |                                 |                  |
| |                    |             |                                 |                  |
| Classement général |                    |             |                                 |                  |
| Coureur | Coureur            | Pays        | Équipe                          | Temps            |
| 1er | David Millar       | Royaume-Uni | Cofidis-Le Crédit par Téléphone | 16 h 11 min 11 s |
| 2e | Jonathan Vaughters | États-Unis  | Crédit Agricole                 | + 20 s           |
| 3e | Christophe Moreau  | France      | Festina                         | + 1 min 07 s     |
| 4e | Unai Etxebarria    | Venezuela   | Euskaltel-Euskadi               | + 1 min 24 s     |
| 5e | Pavel Tonkov       | Russie      | Mercury-Viatel                  | + 1 min 41 s     |
| 6e | Benoît Salmon      | France      | AG2R Prévoyance                 | + 2 min 16 s     |
| 7e | Axel Merckx        | Belgique    | Domo-Farm Frites-Latexco        | + 2 min 18 s     |
| 8e | Denis Menchov      | Russie      | iBanesto.com                    | + 2 min 25 s     |
| 9e | Sven Montgomery    | Suisse      | La Française des jeux           | + 2 min 58 s     |
| 10e | Andrei Kivilev     | Kazakhstan  | Cofidis-Le Crédit par Téléphone | + 3 min 06 s     |

### 5eétape
| \| Classement de l'étape \| Classement de l'étape \| Classement de l'étape \| Classement de l'étape \| Classement de l'étape \| \| Coureur \| Coureur \| Pays \| Équipe \| Temps \| \| --------------------- \| ---------------------- \| --------------------- \| ------------------------------- \| --------------------- \| \| 1er \| Andrei Kivilev \| Kazakhstan \| Cofidis-Le Crédit par Téléphone \| 3 h 28 min 01 s \| \| 2e \| Sven Montgomery \| Suisse \| La Française des jeux \| + 0 s \| \| 3e \| Benoît Salmon \| France \| AG2R Prévoyance \| + 0 s \| \| 4e \| Pavel Tonkov \| Russie \| Mercury-Viatel \| + 0 s \| \| 5e \| Denis Menchov \| Russie \| iBanesto.com \| + 33 s \| \| 6e \| Christophe Moreau \| France \| Festina \| + 33 s \| \| 7e \| Íñigo Chaurreau \| Espagne \| Euskaltel-Euskadi \| + 33 s \| \| 8e \| Francisco Mancebo \| Espagne \| iBanesto.com \| + 33 s \| \| 9e \| Leonardo Piepoli \| Italie \| iBanesto.com \| + 33 s \| \| 10e \| Ramón González Arrieta \| Espagne \| Euskaltel-Euskadi \| + 33 s \| |                        |            |                                 |                 |
| |                        |            |                                 |                 |
| |                        |            |                                 |                 |
| Classement de l'étape |                        |            |                                 |                 |
| Coureur | Coureur                | Pays       | Équipe                          | Temps           |
| 1er | Andrei Kivilev         | Kazakhstan | Cofidis-Le Crédit par Téléphone | 3 h 28 min 01 s |
| 2e | Sven Montgomery        | Suisse     | La Française des jeux           | + 0 s           |
| 3e | Benoît Salmon          | France     | AG2R Prévoyance                 | + 0 s           |
| 4e | Pavel Tonkov           | Russie     | Mercury-Viatel                  | + 0 s           |
| 5e | Denis Menchov          | Russie     | iBanesto.com                    | + 33 s          |
| 6e | Christophe Moreau      | France     | Festina                         | + 33 s          |
| 7e | Íñigo Chaurreau        | Espagne    | Euskaltel-Euskadi               | + 33 s          |
| 8e | Francisco Mancebo      | Espagne    | iBanesto.com                    | + 33 s          |
| 9e | Leonardo Piepoli       | Italie     | iBanesto.com                    | + 33 s          |
| 10e | Ramón González Arrieta | Espagne    | Euskaltel-Euskadi               | + 33 s          |

| \| Classement général \| Classement général \| Classement général \| Classement général \| Classement général \| \| Coureur \| Coureur \| Pays \| Équipe \| Temps \| \| ------------------ \| ------------------ \| ------------------ \| ------------------------------- \| ------------------ \| \| 1er \| Christophe Moreau \| France \| Festina \| 19 h 40 min 52 s \| \| 2e \| Pavel Tonkov \| Russie \| Mercury-Viatel \| + 1 s \| \| 3e \| Benoît Salmon \| France \| AG2R Prévoyance \| + 36 s \| \| 4e \| Sven Montgomery \| Suisse \| La Française des jeux \| + 1 min 18 s \| \| 5e \| Andrei Kivilev \| Kazakhstan \| Cofidis-Le Crédit par Téléphone \| + 1 min 26 s \| \| 6e \| Denis Menchov \| Russie \| iBanesto.com \| + 1 min 38 s \| \| 7e \| Unai Etxebarria \| Venezuela \| Euskaltel-Euskadi \| + 2 min 00 s \| \| 8e \| Axel Merckx \| Belgique \| Domo-Farm Frites-Latexco \| + 2 min 36 s \| \| 9e \| David Moncoutié \| France \| Cofidis-Le Crédit par Téléphone \| + 3 min 43 s \| \| 10e \| Íñigo Chaurreau \| Espagne \| Euskaltel-Euskadi \| + 3 min 46 s \| |                   |            |                                 |                  |
| |                   |            |                                 |                  |
| |                   |            |                                 |                  |
| Classement général |                   |            |                                 |                  |
| Coureur | Coureur           | Pays       | Équipe                          | Temps            |
| 1er | Christophe Moreau | France     | Festina                         | 19 h 40 min 52 s |
| 2e | Pavel Tonkov      | Russie     | Mercury-Viatel                  | + 1 s            |
| 3e | Benoît Salmon     | France     | AG2R Prévoyance                 | + 36 s           |
| 4e | Sven Montgomery   | Suisse     | La Française des jeux           | + 1 min 18 s     |
| 5e | Andrei Kivilev    | Kazakhstan | Cofidis-Le Crédit par Téléphone | + 1 min 26 s     |
| 6e | Denis Menchov     | Russie     | iBanesto.com                    | + 1 min 38 s     |
| 7e | Unai Etxebarria   | Venezuela  | Euskaltel-Euskadi               | + 2 min 00 s     |
| 8e | Axel Merckx       | Belgique   | Domo-Farm Frites-Latexco        | + 2 min 36 s     |
| 9e | David Moncoutié   | France     | Cofidis-Le Crédit par Téléphone | + 3 min 43 s     |
| 10e | Íñigo Chaurreau   | Espagne    | Euskaltel-Euskadi               | + 3 min 46 s     |

### 6eétape
| \| Classement de l'étape \| Classement de l'étape \| Classement de l'étape \| Classement de l'étape \| Classement de l'étape \| \| Coureur \| Coureur \| Pays \| Équipe \| Temps \| \| --------------------- \| ---------------------- \| --------------------- \| ------------------------------- \| --------------------- \| \| 1er \| Iban Mayo \| Espagne \| Euskaltel-Euskadi \| 5 h 40 min 01 s \| \| 2e \| Pavel Tonkov \| Russie \| Mercury-Viatel \| + 1 s \| \| 3e \| Christophe Moreau \| France \| Festina \| + 1 s \| \| 4e \| Guennadi Mikhailov \| Russie \| Lotto-Adecco \| + 1 min 23 s \| \| 5e \| Benoît Salmon \| France \| AG2R Prévoyance \| + 1 min 23 s \| \| 6e \| Sven Montgomery \| Suisse \| La Française des jeux \| + 1 min 31 s \| \| 7e \| Ramón González Arrieta \| Espagne \| Euskaltel-Euskadi \| + 1 min 40 s \| \| 8e \| Andrei Kivilev \| Kazakhstan \| Cofidis-Le Crédit par Téléphone \| + 2 min 35 s \| \| 9e \| Denis Menchov \| Russie \| iBanesto.com \| + 2 min 40 s \| \| 10e \| Unai Etxebarria \| Venezuela \| Euskaltel-Euskadi \| + 2 min 40 s \| |                        |            |                                 |                 |
| |                        |            |                                 |                 |
| |                        |            |                                 |                 |
| Classement de l'étape |                        |            |                                 |                 |
| Coureur | Coureur                | Pays       | Équipe                          | Temps           |
| 1er | Iban Mayo              | Espagne    | Euskaltel-Euskadi               | 5 h 40 min 01 s |
| 2e | Pavel Tonkov           | Russie     | Mercury-Viatel                  | + 1 s           |
| 3e | Christophe Moreau      | France     | Festina                         | + 1 s           |
| 4e | Guennadi Mikhailov     | Russie     | Lotto-Adecco                    | + 1 min 23 s    |
| 5e | Benoît Salmon          | France     | AG2R Prévoyance                 | + 1 min 23 s    |
| 6e | Sven Montgomery        | Suisse     | La Française des jeux           | + 1 min 31 s    |
| 7e | Ramón González Arrieta | Espagne    | Euskaltel-Euskadi               | + 1 min 40 s    |
| 8e | Andrei Kivilev         | Kazakhstan | Cofidis-Le Crédit par Téléphone | + 2 min 35 s    |
| 9e | Denis Menchov          | Russie     | iBanesto.com                    | + 2 min 40 s    |
| 10e | Unai Etxebarria        | Venezuela  | Euskaltel-Euskadi               | + 2 min 40 s    |

| \| Classement général \| Classement général \| Classement général \| Classement général \| Classement général \| \| Coureur \| Coureur \| Pays \| Équipe \| Temps \| \| ------------------ \| ---------------------- \| ------------------ \| ------------------------------- \| ------------------ \| \| 1er \| Christophe Moreau \| France \| Festina \| 25 h 20 min 54 s \| \| 2e \| Pavel Tonkov \| Russie \| Mercury-Viatel \| + 1 s \| \| 3e \| Benoît Salmon \| France \| AG2R Prévoyance \| + 1 min 58 s \| \| 4e \| Sven Montgomery \| Suisse \| La Française des jeux \| + 2 min 48 s \| \| 5e \| Andrei Kivilev \| Kazakhstan \| Cofidis-Le Crédit par Téléphone \| + 4 min 00 s \| \| 6e \| Denis Menchov \| Russie \| iBanesto.com \| + 4 min 17 s \| \| 7e \| Unai Etxebarria \| Venezuela \| Euskaltel-Euskadi \| + 4 min 39 s \| \| 8e \| Íñigo Chaurreau \| Espagne \| Euskaltel-Euskadi \| + 6 min 27 s \| \| 9e \| Ramón González Arrieta \| Espagne \| Euskaltel-Euskadi \| + 7 min 09 s \| \| 10e \| Leonardo Piepoli \| Italie \| iBanesto.com \| + 7 min 11 s \| |                        |            |                                 |                  |
| |                        |            |                                 |                  |
| |                        |            |                                 |                  |
| Classement général |                        |            |                                 |                  |
| Coureur | Coureur                | Pays       | Équipe                          | Temps            |
| 1er | Christophe Moreau      | France     | Festina                         | 25 h 20 min 54 s |
| 2e | Pavel Tonkov           | Russie     | Mercury-Viatel                  | + 1 s            |
| 3e | Benoît Salmon          | France     | AG2R Prévoyance                 | + 1 min 58 s     |
| 4e | Sven Montgomery        | Suisse     | La Française des jeux           | + 2 min 48 s     |
| 5e | Andrei Kivilev         | Kazakhstan | Cofidis-Le Crédit par Téléphone | + 4 min 00 s     |
| 6e | Denis Menchov          | Russie     | iBanesto.com                    | + 4 min 17 s     |
| 7e | Unai Etxebarria        | Venezuela  | Euskaltel-Euskadi               | + 4 min 39 s     |
| 8e | Íñigo Chaurreau        | Espagne    | Euskaltel-Euskadi               | + 6 min 27 s     |
| 9e | Ramón González Arrieta | Espagne    | Euskaltel-Euskadi               | + 7 min 09 s     |
| 10e | Leonardo Piepoli       | Italie     | iBanesto.com                    | + 7 min 11 s     |

### 7eétape
| \| Classement de l'étape \| Classement de l'étape \| Classement de l'étape \| Classement de l'étape \| Classement de l'étape \| \| Coureur \| Coureur \| Pays \| Équipe \| Temps \| \| --------------------- \| --------------------- \| --------------------- \| ------------------------------- \| --------------------- \| \| 1er \| Jens Voigt \| Allemagne \| Crédit Agricole \| 2 h 57 min 36 s \| \| 2e \| Laurent Brochard \| France \| Jean Delatour \| + 1 min 09 s \| \| 3e \| Bobby Julich \| États-Unis \| Crédit Agricole \| + 1 min 12 s \| \| 4e \| Dominique Rault \| France \| BigMat-Auber 93 \| + 1 min 23 s \| \| 5e \| David Moncoutié \| France \| Cofidis-Le Crédit par Téléphone \| + 2 min 06 s \| \| 6e \| Walter Bénéteau \| France \| Bonjour \| + 2 min 29 s \| \| 7e \| Grzegorz Gwiazdowski \| Pologne \| La Française des jeux \| + 4 min 27 s \| \| 8e \| Christophe Agnolutto \| France \| AG2R Prévoyance \| + 4 min 27 s \| \| 9e \| Andreï Tchmil \| Belgique \| Lotto-Adecco \| + 4 min 27 s \| \| 10e \| Artūras Kasputis \| Lituanie \| AG2R Prévoyance \| + 4 min 45 s \| |                      |            |                                 |                 |
| |                      |            |                                 |                 |
| |                      |            |                                 |                 |
| Classement de l'étape |                      |            |                                 |                 |
| Coureur | Coureur              | Pays       | Équipe                          | Temps           |
| 1er | Jens Voigt           | Allemagne  | Crédit Agricole                 | 2 h 57 min 36 s |
| 2e | Laurent Brochard     | France     | Jean Delatour                   | + 1 min 09 s    |
| 3e | Bobby Julich         | États-Unis | Crédit Agricole                 | + 1 min 12 s    |
| 4e | Dominique Rault      | France     | BigMat-Auber 93                 | + 1 min 23 s    |
| 5e | David Moncoutié      | France     | Cofidis-Le Crédit par Téléphone | + 2 min 06 s    |
| 6e | Walter Bénéteau      | France     | Bonjour                         | + 2 min 29 s    |
| 7e | Grzegorz Gwiazdowski | Pologne    | La Française des jeux           | + 4 min 27 s    |
| 8e | Christophe Agnolutto | France     | AG2R Prévoyance                 | + 4 min 27 s    |
| 9e | Andreï Tchmil        | Belgique   | Lotto-Adecco                    | + 4 min 27 s    |
| 10e | Artūras Kasputis     | Lituanie   | AG2R Prévoyance                 | + 4 min 45 s    |

## Classements

### Classement général
| \| Classement général \| Classement général \| Classement général \| Classement général \| Classement général \| \| Coureur \| Coureur \| Pays \| Équipe \| Temps \| \| ------------------ \| ---------------------- \| ------------------ \| ------------------------------- \| ------------------ \| \| 1er \| Christophe Moreau \| France \| Festina \| 28 h 24 min 10 s \| \| 2e \| Pavel Tonkov \| Russie \| Mercury-Viatel \| + 1 s \| \| 3e \| Benoît Salmon \| France \| AG2R Prévoyance \| + 2 min 01 s \| \| 4e \| Sven Montgomery \| Suisse \| La Française des jeux \| + 2 min 51 s \| \| 5e \| Andrei Kivilev \| Kazakhstan \| Cofidis-Le Crédit par Téléphone \| + 3 min 57 s \| \| 6e \| Unai Etxebarria \| Venezuela \| Euskaltel-Euskadi \| + 4 min 26 s \| \| 7e \| Denis Menchov \| Russie \| iBanesto.com \| + 5 min 18 s \| \| 8e \| Íñigo Chaurreau \| Espagne \| Euskaltel-Euskadi \| + 6 min 30 s \| \| 9e \| Ramón González Arrieta \| Espagne \| Euskaltel-Euskadi \| + 6 min 44 s \| \| 10e \| Leonardo Piepoli \| Italie \| iBanesto.com \| + 7 min 14 s \| |                        |            |                                 |                  |
| |                        |            |                                 |                  |
| |                        |            |                                 |                  |
| Classement général |                        |            |                                 |                  |
| Coureur | Coureur                | Pays       | Équipe                          | Temps            |
| 1er | Christophe Moreau      | France     | Festina                         | 28 h 24 min 10 s |
| 2e | Pavel Tonkov           | Russie     | Mercury-Viatel                  | + 1 s            |
| 3e | Benoît Salmon          | France     | AG2R Prévoyance                 | + 2 min 01 s     |
| 4e | Sven Montgomery        | Suisse     | La Française des jeux           | + 2 min 51 s     |
| 5e | Andrei Kivilev         | Kazakhstan | Cofidis-Le Crédit par Téléphone | + 3 min 57 s     |
| 6e | Unai Etxebarria        | Venezuela  | Euskaltel-Euskadi               | + 4 min 26 s     |
| 7e | Denis Menchov          | Russie     | iBanesto.com                    | + 5 min 18 s     |
| 8e | Íñigo Chaurreau        | Espagne    | Euskaltel-Euskadi               | + 6 min 30 s     |
| 9e | Ramón González Arrieta | Espagne    | Euskaltel-Euskadi               | + 6 min 44 s     |
| 10e | Leonardo Piepoli       | Italie     | iBanesto.com                    | + 7 min 14 s     |

### Classements annexes
| Classement par points | Classement par points | Classement par points | Classement par points           | Classement par points |
| Coureur               | Coureur               | Pays                  | Équipe                          | Points                |
| --------------------- | --------------------- | --------------------- | ------------------------------- | --------------------- |
| 1er                   | Glenn Magnusson       | Suède                 | Domo-Farm Frites-Latexco        | 74 pts                |
| 2e                    | Christophe Moreau     | France                | Festina                         | 61 pts                |
| 3e                    | Pavel Tonkov          | Russie                | Mercury-Viatel                  | 54 pts                |
| 4e                    | Unai Etxebarria       | Venezuela             | Euskaltel-Euskadi               | 53 pts                |
| 5e                    | Andrei Kivilev        | Kazakhstan            | Cofidis-Le Crédit par Téléphone | 51 pts                |
| 6e                    | Laurent Brochard      | France                | Jean Delatour                   | 43 pts                |
| 7e                    | Iban Mayo             | Espagne               | Euskaltel-Euskadi               | 40 pts                |
| 8e                    | Denis Menchov         | Russie                | iBanesto.com                    | 40 pts                |
| 9e                    | Bradley McGee         | Australie             | La Française des jeux           | 39 pts                |
| 10e                   | Benoît Salmon         | France                | AG2R Prévoyance                 | 38 pts                |

| Classement par points | Classement par points | Classement par points | Classement par points           | Classement par points |
| Coureur               | Coureur               | Pays                  | Équipe                          | Points                |
| --------------------- | --------------------- | --------------------- | ------------------------------- | --------------------- |
| 1er                   | Glenn Magnusson       | Suède                 | Domo-Farm Frites-Latexco        | 74 pts                |
| 2e                    | Christophe Moreau     | France                | Festina                         | 61 pts                |
| 3e                    | Pavel Tonkov          | Russie                | Mercury-Viatel                  | 54 pts                |
| 4e                    | Unai Etxebarria       | Venezuela             | Euskaltel-Euskadi               | 53 pts                |
| 5e                    | Andrei Kivilev        | Kazakhstan            | Cofidis-Le Crédit par Téléphone | 51 pts                |
| 6e                    | Laurent Brochard      | France                | Jean Delatour                   | 43 pts                |
| 7e                    | Iban Mayo             | Espagne               | Euskaltel-Euskadi               | 40 pts                |
| 8e                    | Denis Menchov         | Russie                | iBanesto.com                    | 40 pts                |
| 9e                    | Bradley McGee         | Australie             | La Française des jeux           | 39 pts                |
| 10e                   | Benoît Salmon         | France                | AG2R Prévoyance                 | 38 pts                |

| Classement de la montagne | Classement de la montagne | Classement de la montagne | Classement de la montagne       | Classement de la montagne |
| Coureur                   | Coureur                   | Pays                      | Équipe                          | Points                    |
| ------------------------- | ------------------------- | ------------------------- | ------------------------------- | ------------------------- |
| 1er                       | Sven Montgomery           | Suisse                    | La Française des jeux           | 135 pts                   |
| 2e                        | Pavel Tonkov              | Russie                    | Mercury-Viatel                  | 118 pts                   |
| 3e                        | Ramón González Arrieta    | Espagne                   | Euskaltel-Euskadi               | 88 pts                    |
| 4e                        | Christophe Moreau         | France                    | Festina                         | 84 pts                    |
| 5e                        | Andrei Kivilev            | Kazakhstan                | Cofidis-Le Crédit par Téléphone | 66 pts                    |
| 6e                        | Benoît Salmon             | France                    | AG2R Prévoyance                 | 60 pts                    |
| 7e                        | Unai Etxebarria           | Venezuela                 | Euskaltel-Euskadi               | 60 pts                    |
| 8e                        | Íñigo Chaurreau           | Espagne                   | Euskaltel-Euskadi               | 40 pts                    |
| 9e                        | Leonardo Piepoli          | Italie                    | iBanesto.com                    | 40 pts                    |
| 10e                       | Denis Menchov             | Russie                    | iBanesto.com                    | 40 pts                    |

| Classement de la montagne | Classement de la montagne | Classement de la montagne | Classement de la montagne       | Classement de la montagne |
| Coureur                   | Coureur                   | Pays                      | Équipe                          | Points                    |
| ------------------------- | ------------------------- | ------------------------- | ------------------------------- | ------------------------- |
| 1er                       | Sven Montgomery           | Suisse                    | La Française des jeux           | 135 pts                   |
| 2e                        | Pavel Tonkov              | Russie                    | Mercury-Viatel                  | 118 pts                   |
| 3e                        | Ramón González Arrieta    | Espagne                   | Euskaltel-Euskadi               | 88 pts                    |
| 4e                        | Christophe Moreau         | France                    | Festina                         | 84 pts                    |
| 5e                        | Andrei Kivilev            | Kazakhstan                | Cofidis-Le Crédit par Téléphone | 66 pts                    |
| 6e                        | Benoît Salmon             | France                    | AG2R Prévoyance                 | 60 pts                    |
| 7e                        | Unai Etxebarria           | Venezuela                 | Euskaltel-Euskadi               | 60 pts                    |
| 8e                        | Íñigo Chaurreau           | Espagne                   | Euskaltel-Euskadi               | 40 pts                    |
| 9e                        | Leonardo Piepoli          | Italie                    | iBanesto.com                    | 40 pts                    |
| 10e                       | Denis Menchov             | Russie                    | iBanesto.com                    | 40 pts                    |

| Classement du combiné | Classement du combiné  | Classement du combiné | Classement du combiné           | Classement du combiné |
| Coureur               | Coureur                | Pays                  | Équipe                          | Points                |
| --------------------- | ---------------------- | --------------------- | ------------------------------- | --------------------- |
| 1er                   | Pavel Tonkov           | Russie                | Mercury-Viatel                  | 199 pts               |
| 2e                    | Sven Montgomery        | Suisse                | La Française des jeux           | 193 pts               |
| 3e                    | Christophe Moreau      | France                | Festina                         | 175 pts               |
| 4e                    | Andrei Kivilev         | Kazakhstan            | Cofidis-Le Crédit par Téléphone | 138 pts               |
| 5e                    | Unai Etxebarria        | Venezuela             | Euskaltel-Euskadi               | 132 pts               |
| 6e                    | Ramón González Arrieta | Espagne               | Euskaltel-Euskadi               | 129 pts               |
| 7e                    | Benoît Salmon          | France                | AG2R Prévoyance                 | 123 pts               |
| 8e                    | Denis Menchov          | Russie                | iBanesto.com                    | 97 pts                |
| 9e                    | Iban Mayo              | Espagne               | Euskaltel-Euskadi               | 86 pts                |
| 10e                   | Íñigo Chaurreau        | Espagne               | Euskaltel-Euskadi               | 78 pts                |

| Classement du combiné | Classement du combiné  | Classement du combiné | Classement du combiné           | Classement du combiné |
| Coureur               | Coureur                | Pays                  | Équipe                          | Points                |
| --------------------- | ---------------------- | --------------------- | ------------------------------- | --------------------- |
| 1er                   | Pavel Tonkov           | Russie                | Mercury-Viatel                  | 199 pts               |
| 2e                    | Sven Montgomery        | Suisse                | La Française des jeux           | 193 pts               |
| 3e                    | Christophe Moreau      | France                | Festina                         | 175 pts               |
| 4e                    | Andrei Kivilev         | Kazakhstan            | Cofidis-Le Crédit par Téléphone | 138 pts               |
| 5e                    | Unai Etxebarria        | Venezuela             | Euskaltel-Euskadi               | 132 pts               |
| 6e                    | Ramón González Arrieta | Espagne               | Euskaltel-Euskadi               | 129 pts               |
| 7e                    | Benoît Salmon          | France                | AG2R Prévoyance                 | 123 pts               |
| 8e                    | Denis Menchov          | Russie                | iBanesto.com                    | 97 pts                |
| 9e                    | Iban Mayo              | Espagne               | Euskaltel-Euskadi               | 86 pts                |
| 10e                   | Íñigo Chaurreau        | Espagne               | Euskaltel-Euskadi               | 78 pts                |

| Classement par équipes | Classement par équipes | Classement par équipes | Classement par équipes |
| Équipe                 | Équipe                 | Pays                   | Temps                  |
| ---------------------- | ---------------------- | ---------------------- | ---------------------- |

| Classement par équipes | Classement par équipes | Classement par équipes | Classement par équipes |
| Équipe                 | Équipe                 | Pays                   | Temps                  |
| ---------------------- | ---------------------- | ---------------------- | ---------------------- |

## Liste des participants
| Euskaltel-Euskadi EUS | Euskaltel-Euskadi EUS        | Euskaltel-Euskadi EUS |
| --------------------- | ---------------------------- | --------------------- |
| Num                   | Coureur                      | Pos                   |
| 1                     | Iban Mayo (ESP)              |                       |
| 2                     | Íñigo Chaurreau (ESP)        |                       |
| 3                     | Txema del Olmo (ESP)         |                       |
| 4                     | David Etxebarria (ESP)       |                       |
| 5                     | Unai Etxebarria (VEN)        |                       |
| 6                     | Iker Flores (ESP)            |                       |
| 7                     | Gorka Gerrikagoitia (ESP)    |                       |
| 8                     | Ramón González Arrieta (ESP) |                       |

| iBanesto.com BAN | iBanesto.com BAN         | iBanesto.com BAN |
| ---------------- | ------------------------ | ---------------- |
| Num              | Coureur                  | Pos              |
| 11               | Francisco Mancebo (ESP)  |                  |
| 12               | Dariusz Baranowski (POL) |                  |
| 13               | Cândido Barbosa (POR)    |                  |
| 14               | Tomasz Brożyna (POL)     |                  |
| 15               | Denis Menchov (RUS)      |                  |
| 16               | Leonardo Piepoli (ITA)   |                  |
| 17               | Patxi Vila (ESP)         |                  |
| 18               | Xabier Zandio (ESP)      |                  |

| Crédit Agricole C.A | Crédit Agricole C.A      | Crédit Agricole C.A |
| ------------------- | ------------------------ | ------------------- |
| Num                 | Coureur                  | Pos                 |
| 21                  | Jens Voigt (GER)         |                     |
| 22                  | Frédéric Bessy (FRA)     |                     |
| 23                  | Fabrice Gougot (FRA)     |                     |
| 24                  | Christopher Jenner (NZL) |                     |
| 25                  | Bobby Julich (USA)       |                     |
| 26                  | Anthony Morin (FRA)      |                     |
| 27                  | Benoît Poilvet (FRA)     |                     |
| 28                  | Jonathan Vaughters (USA) |                     |

| Festina FES | Festina FES             | Festina FES |
| ----------- | ----------------------- | ----------- |
| Num         | Coureur                 | Pos         |
| 31          | Christophe Moreau (FRA) |             |
| 32          | Florent Brard (FRA)     |             |
| 33          | Pascal Chanteur (FRA)   |             |
| 34          | Carlos Da Cruz (FRA)    |             |
| 35          | Pascal Lino (FRA)       |             |
| 36          | Laurent Madouas (FRA)   |             |
| 37          | David Plaza (ESP)       |             |
| 38          | Arnaud Prétot (FRA)     |             |

| AG2R Prévoyance A2R | AG2R Prévoyance A2R        | AG2R Prévoyance A2R |
| ------------------- | -------------------------- | ------------------- |
| Num                 | Coureur                    | Pos                 |
| 41                  | Benoît Salmon (FRA)        |                     |
| 42                  | Christophe Agnolutto (FRA) |                     |
| 43                  | Philippe Bordenave (FRA)   |                     |
| 44                  | Alexandre Botcharov (RUS)  |                     |
| 45                  | Sébastien Demarbaix (BEL)  |                     |
| 46                  | Artūras Kasputis (LTU)     |                     |
| 47                  | Gilles Maignan (FRA)       |                     |
| 48                  | Ludovic Turpin (FRA)       |                     |

| Lotto-Adecco ___ | Lotto-Adecco ___         | Lotto-Adecco ___ |
| ---------------- | ------------------------ | ---------------- |
| Num              | Coureur                  | Pos              |
| 51               | Andreï Tchmil (BEL)      |                  |
| 52               | Serge Baguet (BEL)       |                  |
| 53               | Fabien De Waele (BEL)    |                  |
| 54               | Thierry Marichal (BEL)   |                  |
| 55               | Guennadi Mikhailov (RUS) |                  |
| 56               | Kurt Van de Wouwer (BEL) |                  |
| 57               | Paul Van Hyfte (BEL)     |                  |
| 58               | Stive Vermaut (BEL)      |                  |

| Bonjour BJR | Bonjour BJR            | Bonjour BJR |
| ----------- | ---------------------- | ----------- |
| Num         | Coureur                | Pos         |
| 61          | Didier Rous (FRA)      |             |
| 62          | Walter Bénéteau (FRA)  |             |
| 63          | Frédéric Gabriel (FRA) |             |
| 64          | Charles Guilbert (FRA) |             |
| 65          | Sébastien Joly (FRA)   |             |
| 66          | Damien Nazon (FRA)     |             |
| 67          | Franck Renier (FRA)    |             |
| 68          | François Simon (FRA)   |             |

| Jean Delatour DEL | Jean Delatour DEL      | Jean Delatour DEL |
| ----------------- | ---------------------- | ----------------- |
| Num               | Coureur                | Pos               |
| 71                | Laurent Brochard (FRA) |                   |
| 72                | Jérôme Bernard (FRA)   |                   |
| 73                | Gilles Bouvard (FRA)   |                   |
| 74                | Stéphane Goubert (FRA) |                   |
| 75                | Patrice Halgand (FRA)  |                   |
| 76                | Christophe Oriol (FRA) |                   |
| 77                | Samuel Plouhinec (FRA) |                   |
| 78                | Laurent Roux (FRA)     |                   |

| Cofidis-Le Crédit par Téléphone COF | Cofidis-Le Crédit par Téléphone COF | Cofidis-Le Crédit par Téléphone COF |
| ----------------------------------- | ----------------------------------- | ----------------------------------- |
| Num                                 | Coureur                             | Pos                                 |
| 81                                  | David Millar (GBR)                  |                                     |
| 82                                  | Dmitriy Fofonov (KAZ)               |                                     |
| 83                                  | Andrei Kivilev (KAZ)                |                                     |
| 84                                  | Laurent Lefèvre (FRA)               |                                     |
| 85                                  | Massimiliano Lelli (ITA)            |                                     |
| 86                                  | David Moncoutié (FRA)               |                                     |
| 87                                  | Christophe Rinero (FRA)             |                                     |
| 88                                  | Guido Trentin (ITA)                 |                                     |

| Domo-Farm Frites-Latexco DFF | Domo-Farm Frites-Latexco DFF | Domo-Farm Frites-Latexco DFF |
| ---------------------------- | ---------------------------- | ---------------------------- |
| Num                          | Coureur                      | Pos                          |
| 91                           | Axel Merckx (BEL)            |                              |
| 92                           | Dave Bruylandts (BEL)        |                              |
| 93                           | Wilfried Cretskens (BEL)     |                              |
| 94                           | Steve De Wolf (BEL)          |                              |
| 95                           | Steven Kleynen (BEL)         |                              |
| 96                           | Glenn Magnusson (SWE)        |                              |
| 97                           | Koos Moerenhout (NED)        |                              |
| 98                           | Max van Heeswijk (NED)       |                              |

| La Française des jeux FDJ | La Française des jeux FDJ  | La Française des jeux FDJ |
| ------------------------- | -------------------------- | ------------------------- |
| Num                       | Coureur                    | Pos                       |
| 101                       | Sven Montgomery (SUI)      |                           |
| 102                       | Thomas Bodo (FRA)          |                           |
| 103                       | Sandy Casar (FRA)          |                           |
| 104                       | Jimmy Casper (FRA)         |                           |
| 105                       | Jacky Durand (FRA)         |                           |
| 106                       | Grzegorz Gwiazdowski (POL) |                           |
| 107                       | Bradley McGee (AUS)        |                           |
| 108                       | Nicolas Vogondy (FRA)      |                           |

| Mercury-Viatel ___ | Mercury-Viatel ___       | Mercury-Viatel ___ |
| ------------------ | ------------------------ | ------------------ |
| Num                | Coureur                  | Pos                |
| 111                | Pavel Tonkov (RUS)       |                    |
| 112                | Niklas Axelsson (SWE)    |                    |
| 113                | William Frischkorn (USA) |                    |
| 114                | Floyd Landis (USA)       |                    |
| 115                | Chann McRae (USA)        |                    |
| 116                | Plamen Stoyanov (BUL)    |                    |
| 117                | Andrei Teteriouk (KAZ)   |                    |
| 118                | Phil Zajicek (USA)       |                    |

| BigMat-Auber 93 BIG | BigMat-Auber 93 BIG      | BigMat-Auber 93 BIG |
| ------------------- | ------------------------ | ------------------- |
| Num                 | Coureur                  | Pos                 |
| 121                 | Stéphane Heulot (FRA)    |                     |
| 122                 | Ludovic Auger (FRA)      |                     |
| 123                 | Christophe Capelle (FRA) |                     |
| 124                 | Thierry Gouvenou (FRA)   |                     |
| 125                 | Xavier Jan (FRA)         |                     |
| 126                 | Lylian Lebreton (FRA)    |                     |
| 127                 | Dominique Rault (FRA)    |                     |
| 128                 | Alexei Sivakov (RUS)     |                     |

| Euskaltel-Euskadi EUS | Euskaltel-Euskadi EUS        | Euskaltel-Euskadi EUS |
| --------------------- | ---------------------------- | --------------------- |
| Num                   | Coureur                      | Pos                   |
| 1                     | Iban Mayo (ESP)              |                       |
| 2                     | Íñigo Chaurreau (ESP)        |                       |
| 3                     | Txema del Olmo (ESP)         |                       |
| 4                     | David Etxebarria (ESP)       |                       |
| 5                     | Unai Etxebarria (VEN)        |                       |
| 6                     | Iker Flores (ESP)            |                       |
| 7                     | Gorka Gerrikagoitia (ESP)    |                       |
| 8                     | Ramón González Arrieta (ESP) |                       |

| iBanesto.com BAN | iBanesto.com BAN         | iBanesto.com BAN |
| ---------------- | ------------------------ | ---------------- |
| Num              | Coureur                  | Pos              |
| 11               | Francisco Mancebo (ESP)  |                  |
| 12               | Dariusz Baranowski (POL) |                  |
| 13               | Cândido Barbosa (POR)    |                  |
| 14               | Tomasz Brożyna (POL)     |                  |
| 15               | Denis Menchov (RUS)      |                  |
| 16               | Leonardo Piepoli (ITA)   |                  |
| 17               | Patxi Vila (ESP)         |                  |
| 18               | Xabier Zandio (ESP)      |                  |

| Crédit Agricole C.A | Crédit Agricole C.A      | Crédit Agricole C.A |
| ------------------- | ------------------------ | ------------------- |
| Num                 | Coureur                  | Pos                 |
| 21                  | Jens Voigt (GER)         |                     |
| 22                  | Frédéric Bessy (FRA)     |                     |
| 23                  | Fabrice Gougot (FRA)     |                     |
| 24                  | Christopher Jenner (NZL) |                     |
| 25                  | Bobby Julich (USA)       |                     |
| 26                  | Anthony Morin (FRA)      |                     |
| 27                  | Benoît Poilvet (FRA)     |                     |
| 28                  | Jonathan Vaughters (USA) |                     |

| Festina FES | Festina FES             | Festina FES |
| ----------- | ----------------------- | ----------- |
| Num         | Coureur                 | Pos         |
| 31          | Christophe Moreau (FRA) |             |
| 32          | Florent Brard (FRA)     |             |
| 33          | Pascal Chanteur (FRA)   |             |
| 34          | Carlos Da Cruz (FRA)    |             |
| 35          | Pascal Lino (FRA)       |             |
| 36          | Laurent Madouas (FRA)   |             |
| 37          | David Plaza (ESP)       |             |
| 38          | Arnaud Prétot (FRA)     |             |

| AG2R Prévoyance A2R | AG2R Prévoyance A2R        | AG2R Prévoyance A2R |
| ------------------- | -------------------------- | ------------------- |
| Num                 | Coureur                    | Pos                 |
| 41                  | Benoît Salmon (FRA)        |                     |
| 42                  | Christophe Agnolutto (FRA) |                     |
| 43                  | Philippe Bordenave (FRA)   |                     |
| 44                  | Alexandre Botcharov (RUS)  |                     |
| 45                  | Sébastien Demarbaix (BEL)  |                     |
| 46                  | Artūras Kasputis (LTU)     |                     |
| 47                  | Gilles Maignan (FRA)       |                     |
| 48                  | Ludovic Turpin (FRA)       |                     |

| Lotto-Adecco ___ | Lotto-Adecco ___         | Lotto-Adecco ___ |
| ---------------- | ------------------------ | ---------------- |
| Num              | Coureur                  | Pos              |
| 51               | Andreï Tchmil (BEL)      |                  |
| 52               | Serge Baguet (BEL)       |                  |
| 53               | Fabien De Waele (BEL)    |                  |
| 54               | Thierry Marichal (BEL)   |                  |
| 55               | Guennadi Mikhailov (RUS) |                  |
| 56               | Kurt Van de Wouwer (BEL) |                  |
| 57               | Paul Van Hyfte (BEL)     |                  |
| 58               | Stive Vermaut (BEL)      |                  |

| Bonjour BJR | Bonjour BJR            | Bonjour BJR |
| ----------- | ---------------------- | ----------- |
| Num         | Coureur                | Pos         |
| 61          | Didier Rous (FRA)      |             |
| 62          | Walter Bénéteau (FRA)  |             |
| 63          | Frédéric Gabriel (FRA) |             |
| 64          | Charles Guilbert (FRA) |             |
| 65          | Sébastien Joly (FRA)   |             |
| 66          | Damien Nazon (FRA)     |             |
| 67          | Franck Renier (FRA)    |             |
| 68          | François Simon (FRA)   |             |

| Jean Delatour DEL | Jean Delatour DEL      | Jean Delatour DEL |
| ----------------- | ---------------------- | ----------------- |
| Num               | Coureur                | Pos               |
| 71                | Laurent Brochard (FRA) |                   |
| 72                | Jérôme Bernard (FRA)   |                   |
| 73                | Gilles Bouvard (FRA)   |                   |
| 74                | Stéphane Goubert (FRA) |                   |
| 75                | Patrice Halgand (FRA)  |                   |
| 76                | Christophe Oriol (FRA) |                   |
| 77                | Samuel Plouhinec (FRA) |                   |
| 78                | Laurent Roux (FRA)     |                   |

| Cofidis-Le Crédit par Téléphone COF | Cofidis-Le Crédit par Téléphone COF | Cofidis-Le Crédit par Téléphone COF |
| ----------------------------------- | ----------------------------------- | ----------------------------------- |
| Num                                 | Coureur                             | Pos                                 |
| 81                                  | David Millar (GBR)                  |                                     |
| 82                                  | Dmitriy Fofonov (KAZ)               |                                     |
| 83                                  | Andrei Kivilev (KAZ)                |                                     |
| 84                                  | Laurent Lefèvre (FRA)               |                                     |
| 85                                  | Massimiliano Lelli (ITA)            |                                     |
| 86                                  | David Moncoutié (FRA)               |                                     |
| 87                                  | Christophe Rinero (FRA)             |                                     |
| 88                                  | Guido Trentin (ITA)                 |                                     |

| Domo-Farm Frites-Latexco DFF | Domo-Farm Frites-Latexco DFF | Domo-Farm Frites-Latexco DFF |
| ---------------------------- | ---------------------------- | ---------------------------- |
| Num                          | Coureur                      | Pos                          |
| 91                           | Axel Merckx (BEL)            |                              |
| 92                           | Dave Bruylandts (BEL)        |                              |
| 93                           | Wilfried Cretskens (BEL)     |                              |
| 94                           | Steve De Wolf (BEL)          |                              |
| 95                           | Steven Kleynen (BEL)         |                              |
| 96                           | Glenn Magnusson (SWE)        |                              |
| 97                           | Koos Moerenhout (NED)        |                              |
| 98                           | Max van Heeswijk (NED)       |                              |

| La Française des jeux FDJ | La Française des jeux FDJ  | La Française des jeux FDJ |
| ------------------------- | -------------------------- | ------------------------- |
| Num                       | Coureur                    | Pos                       |
| 101                       | Sven Montgomery (SUI)      |                           |
| 102                       | Thomas Bodo (FRA)          |                           |
| 103                       | Sandy Casar (FRA)          |                           |
| 104                       | Jimmy Casper (FRA)         |                           |
| 105                       | Jacky Durand (FRA)         |                           |
| 106                       | Grzegorz Gwiazdowski (POL) |                           |
| 107                       | Bradley McGee (AUS)        |                           |
| 108                       | Nicolas Vogondy (FRA)      |                           |

| Mercury-Viatel ___ | Mercury-Viatel ___       | Mercury-Viatel ___ |
| ------------------ | ------------------------ | ------------------ |
| Num                | Coureur                  | Pos                |
| 111                | Pavel Tonkov (RUS)       |                    |
| 112                | Niklas Axelsson (SWE)    |                    |
| 113                | William Frischkorn (USA) |                    |
| 114                | Floyd Landis (USA)       |                    |
| 115                | Chann McRae (USA)        |                    |
| 116                | Plamen Stoyanov (BUL)    |                    |
| 117                | Andrei Teteriouk (KAZ)   |                    |
| 118                | Phil Zajicek (USA)       |                    |

| BigMat-Auber 93 BIG | BigMat-Auber 93 BIG      | BigMat-Auber 93 BIG |
| ------------------- | ------------------------ | ------------------- |
| Num                 | Coureur                  | Pos                 |
| 121                 | Stéphane Heulot (FRA)    |                     |
| 122                 | Ludovic Auger (FRA)      |                     |
| 123                 | Christophe Capelle (FRA) |                     |
| 124                 | Thierry Gouvenou (FRA)   |                     |
| 125                 | Xavier Jan (FRA)         |                     |
| 126                 | Lylian Lebreton (FRA)    |                     |
| 127                 | Dominique Rault (FRA)    |                     |
| 128                 | Alexei Sivakov (RUS)     |                     |